# ロベルト・ズメリク
ロベルト・ズメリク（Robert Změlík、1969年4月18日 - ）は、チェコ（チェコスロバキア）の陸上競技選手。1990年代に活躍した十種競技の選手。1992年バルセロナオリンピックの金メダリストである。チェコ共和国オロモウツ州プロスチェヨフ出身。

## 経歴
ズメリクは、1990年のヨーロッパ選手権で8249ポイントをあげ、3位の東ドイツのクリスチャン・シェンクに84ポイント差の4位という成績を残す。翌年の東京で開催された世界選手権でも8379ポイントで、3位のドイツのシェンクにわずか15ポイント差まで迫り4位となる。
ズメリクは、1992年のバルセロナオリンピック直前の5月30日、31日に、自己ベストとなる8627ポイントを記録。8月5日から行われたオリンピックの十種競技では、初日に一度はトップに立ったものの、5種目を終わったところで85ポイント差の2位で折り返した。ズメリクは、2日目の最初の種目の110mハードルで出場選手中唯一の13秒台を出しトップに返り咲くと、そのままトップをキープし、2位のスペインのアントニオ・ペニャルベルに199ポイント差をつけ金メダルを獲得した。
ズメリクは、1992年のシーズンの以降不調に陥り、ベストのパフォーマンスとはほど遠くなる。1996年アトランタオリンピックでは、8422ポイントとまずまずの結果を残したものの、順位は7位と、同じチェコのトマシュ・ドヴォルザーク（3位）の後塵を拝した。
ズメリクは、1997年のヨーロッパ室内選手権の七種競技で優勝し、最後の輝きを見せた。

## 自己ベスト
- 十種競技 - 8627pt (1992年5月31日)

## 主な実績
| 年   | 大会                     | 場所                       | 種目     | 結果 | 記録   |
| ---- | ------------------------ | -------------------------- | -------- | ---- | ------ |
| 1990 | ヨーロッパ陸上選手権     | スプリト(ユーゴスラビア)   | 十種競技 | 4位  | 8249pt |
| 1991 | 世界陸上選手権           | 東京(日本)                 | 十種競技 | 4位  | 8379pt |
| 1992 | ヨーロッパ室内陸上選手権 | ジェノバ(イタリア)         | 七種競技 | 2位  | 6118pt |
| 1992 | オリンピック             | バルセロナ(スペイン)       | 十種競技 | 1位  | 8611pt |
| 1993 | 世界陸上選手権           | シュトゥットガルト(ドイツ) | 十種競技 | -    | DNF    |
| 1995 | 世界陸上選手権           | イェーテボリ(スウェーデン) | 十種競技 | 14位 | 7963pt |
| 1996 | オリンピック             | アトランタ(アメリカ合衆国) | 十種競技 | 7位  | 8422pt |
| 1997 | 世界室内陸上選手権       | パリ(フランス)             | 七種競技 | 1位  | 6228pt |
| 1997 | 世界陸上選手権           | アテネ(ギリシャ)           | 十種競技 | -    | DNF    |